# Al-Mina
Al-Mina (in arabo: الميناء, "il porto") è il nome moderno dato da Leonard Woolley a un antico porto commerciale sulla costa mediterranea della Grande Siria settentrionale, in prossimità dell'estuario dell'Oronte, vicino a Samandağ, nella Provincia di Hatay in Turchia.

## Storia
Il sito fu scoperto nel 1936 da Leonard Woolley, che lo considerò una precoce colonia commerciale greca, fondata poco prima dell'800 a.C., in diretta competizione con i fenici nel sud. Woolley riteneva che la copiosa presenza di ceramica greca rinvenuta nel sito indicasse un legame con la produzione euboica, mentre la ceramica siriana e fenicia di uso quotidiano riflettesse la mescolanza culturale tipica di un emporio. Deluso del mancato ritrovamento di un porto dell'Età del Bronzo, Wooley si spostò preso sul sito più antico e più urbano di Alalakh.
I ciritici di Woolley lo accusano di aver trascurato la ceramica d'uso, più grezza e priva di decorazioni, e di non aver dimostrato la dimensione rispettiva delle popolazioni di greci, siriani e fenici. La controversia, se Al-Mina debba essere considerato come un sito originariamente siriano, con un'architettura e una ceramica siriane e una presenza greca, oppure una colonia greca dell'Età del Ferro, non è ancora risolta.
Al-Mina è stata spesso negletta nelle mappe. Studi recenti hanno ritenuto Al-Mina di fondamentale importanza nella comprensione del ruolo dei greci nella Vicino Oriente antico agli albori del periodo orientalizzante della storia culturale greca.
Woolley identificò Al-Mina con il Posideion di Erodoto, ma più di recenti gli studiosi hanno posto Posideion presso Ras al-Bassit. Robin Lane Fox ha proposto che il nome greco del luogo fosse Potamoi Karon, un toponimo menzionato in Diodoro Siculo, quando descrive i saccheggi compiuti da Tolomeo Sotere sulla costa sira nel 312 a.C., egli nota l'inusuale ordine delle parole e lo collega suggestivamente a karu, "porto commerciale", termine tratto da un'iscrizione di Tiglath-Pileser III, che significherebbe "Fiume (o fiumi) della stazione commerciale". Woolley, su altre basi, datò l'abbandono finale del sito di Al-Mina alla fine del quarto secolo a.C., forse in seguito ai danni dovuti alla ricostruzione del porto di Seleucia di Pieria, poco più a nord. Lane Fox avanzò invece che la distruzione del porto sia dovuta allo stesse devastazioni di Tolomeo del 312.